# Mercedes Prendes
Mercedes Prendes Estrada (Gijón, 14 de abril de 1903-Madrid, 2 de julio de 1981) fue una actriz española.

## Biografía
Nació en Gijón, hija del militar Alfonso Prendes Fernández, natural de Gijón, y de Mercedes Estrada Arnáiz, natural de Ferrol. Fue la primera de tres hermanos dedicados todos a la interpretación (Luis y Mari Carmen Prendes). Debutó en el teatro en 1926 en la compañía de Josefina Díaz con la obra La extraña aventura. A partir de ese momento llegaría a convertirse en una de las actrices más destacadas de la escena española durante los años cuarenta y cincuenta. 
Durante ocho temporadas, en la década de los 40, fue una de las primeras figuras del Teatro Español, que dirigía en aquel momento Cayetano Luca de Tena, y en el que interpretó entre otras Macbeth (1942), Romeo y Julieta (1943), Otelo (1944), El sueño de una noche de verano (1944), Ricardo III (1946), y Hamlet (1949), todas ellas de William Shakespeare; El castigo sin venganza (1943), La discreta enamorada (1945), La malcasada (1947) y Fuenteovejuna, de Lope de Vega; Antígona (1945), de Sófocles; La conjuración de fiesco (1949), de Schiller; La dama duende (1942) y La devoción de la cruz, de Calderón de la Barca; Don Juan Tenorio, de José Zorrilla, Don Gil de las calzas verdes, de Tirso de Molina, Baile en capitanía (1944), de Agustín de Foxá o La cárcel infinita (1945), de Joaquín Calvo Sotelo.
En 1949 forma con su marido Carlos Martínez de Tejada su propia compañía con la que recorre diversos países de América Latina y con la que estrenó algunas obras de Antonio Buero Vallejo (Aventura en lo gris, 1963).
En 1955 obtuvo la cátedra de declamación en el Real Conservatorio de Madrid (actual Real Escuela Superior de Arte Dramático). Cuatro años más tarde era galardonada con el Premio Nacional de Teatro con la comedia Vuelve, querida Sheba.
Con la irrupción de la televisión en España, pasa a convertirse en una de las caras del nuevo medio. Desde principios de los años sesenta y hasta su fallecimiento intervino en decenas de espacios dramáticos de teatro televisado ofrecidas por Televisión española, como Estudio 1 o Novela.
Por el contrario, su presencia en el cine fue casi testimonial, pues no llegó a intervenir en más de media docena de películas entre 1927 y 1939.

## Trayectoria en TV
| - Que usted lo mate bien - Anuncio por palabras (13 de marzo de 1979) - Los Mitos - Alcestes (25 de enero de 1979) - Teatro estudio - La hermosa gente (21 de septiembre de 1978) - Cuentos y leyendas - Maese Pérez, el organista (2 de enero de 1976) - Original - Tita querida (4 de febrero de 1975) - Noche de teatro - La mordaza (26 de julio de 1974) - Ficciones - Cuando el otoño se llama primavera (2 de junio de 1973) - ¿Qué era aquello? (29 de septiembre de 1973) - Owen Wingrave (20 de octubre de 1973) - Buenas noches, señores - Profesora de inglés (5 de julio de 1972) - Sospecha - El hombre y el espejo (13 de julio de 1971) - Hora once - La rosa de la Alhambra (18 de enero de 1971) - Náufragos (25 de septiembre de 1971) - La leyenda de Zuma (25 de marzo de 1972) - Páginas sueltas - Póker de viudos (1 de diciembre de 1970) - Las Tentaciones - Ruiseñor de noviembre (10 de octubre de 1970) - Remite: Maribel - El señorito (22 de julio de 1970) - Al filo de lo imposible - Las limosnas (6 de junio de 1970) - El último hilo - Teatro de siempre - Los verdes campos del Edén (24 de abril de 1969) - Vivir para ver - Año 2007 (1 de enero de 1969) - Pequeño estudio - El maestro de Carrasqueda (29 de noviembre de 1968) - La corona de dalias (4 de febrero de 1969) - El ladrón de paisajes (2 de marzo de 1973) - Teatro breve - Mañana de sol (11 de septiembre de 1966) - Volver a nacer (16 de octubre de 1971) - La pequeña comedia - Asesor para damas (23 de agosto de 1966) - Tengo un libro en las manos - Justicia que manda el rey (7 de julio de 1966) | - Estudio 1 - La dama del alba (1 de diciembre de 1965) - 50 años de felicidad (11 de enero de 1966) - La barca sin pescador (11 de mayo de 1966) - Un hombre nuevo (16 de agosto de 1967) - Corona de amor y muerte (1 de noviembre de 1967) - La comedia de la felicidad (2 de enero de 1968) - Bonaparte quiere vivir tranquilo (5 de marzo de 1968) - La desconcertante señora Savage (19 de marzo de 1968) - Miedo al hombre (2 de julio de 1968) - El pueblo veraniego (24 de septiembre de 1968) - La mala ley (26 de noviembre de 1968) - El gesticulador (20 de mayo de 1969) - El árbol de los Linden (9 de julio de 1970) - Retablo de Santa Teresa (16 de octubre de 1970) - Diálogos de carmelitas (27 de abril de 1973) - El malentendido (16 de febrero de 1976) - Teatro de humor - Los ladrones somos gente honrada (11 de abril de 1965) - Novela - Canción de cuna (20 de diciembre de 1964) - Jane Eyre (26 de abril de 1965) - El regreso (21 de diciembre de 1965) - El malvado Carabel (31 de enero de 1966) - Levántate y lucha (26 de abril de 1966) - El último verano (24 de octubre de 1966) - El bosque encantado (19 de junio de 1967) - Cincuenta mil pesetas (24 de julio de 1967) - Hicieron partes (2 de octubre de 1967) - Cinco cartas de Alemania (23 de octubre de 1967) - El gabinete de sueños (20 de noviembre de 1967) - La vergonzosa ternura (26 de febrero de 1968) - Paquita (20 de mayo de 1968) - Hay alguien fuera (16 de septiembre de 1968) - El abuelo tiene 30 años (3 de febrero de 1969) - La casa sin hombre (28 de abril de 1969) - El retrato (23 de junio de 1969) - La gitanilla (13 de abril de 1970) - El Señor de Villemer (10 de agosto de 1970) - Vera (18 de diciembre de 1972) - La aritmética del amor (29 de enero de 1973) - Las bostonianas (5 de junio de 1978) - Canción de cuna (20 de diciembre de 1964) - Historias de mi barrio - La ventana y la guerra (29 de abril de 1964) - Primera fila - Los endemoniados (19 de febrero de 1964) - La loba (20 de mayo de 1964) - Olympia (12 de agosto de 1964) - Aliento (11 de noviembre de 1964) - Invitación al castillo (3 de marzo de 1965) |